# Serranía de Cuenca

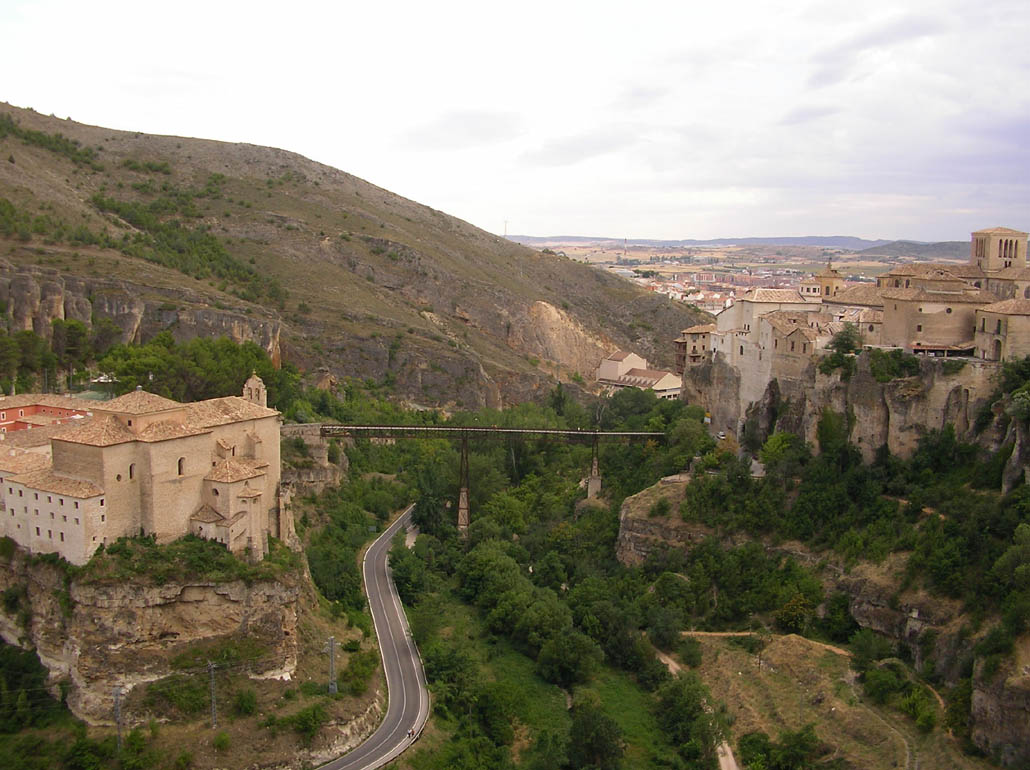
Hoz del Huécar.

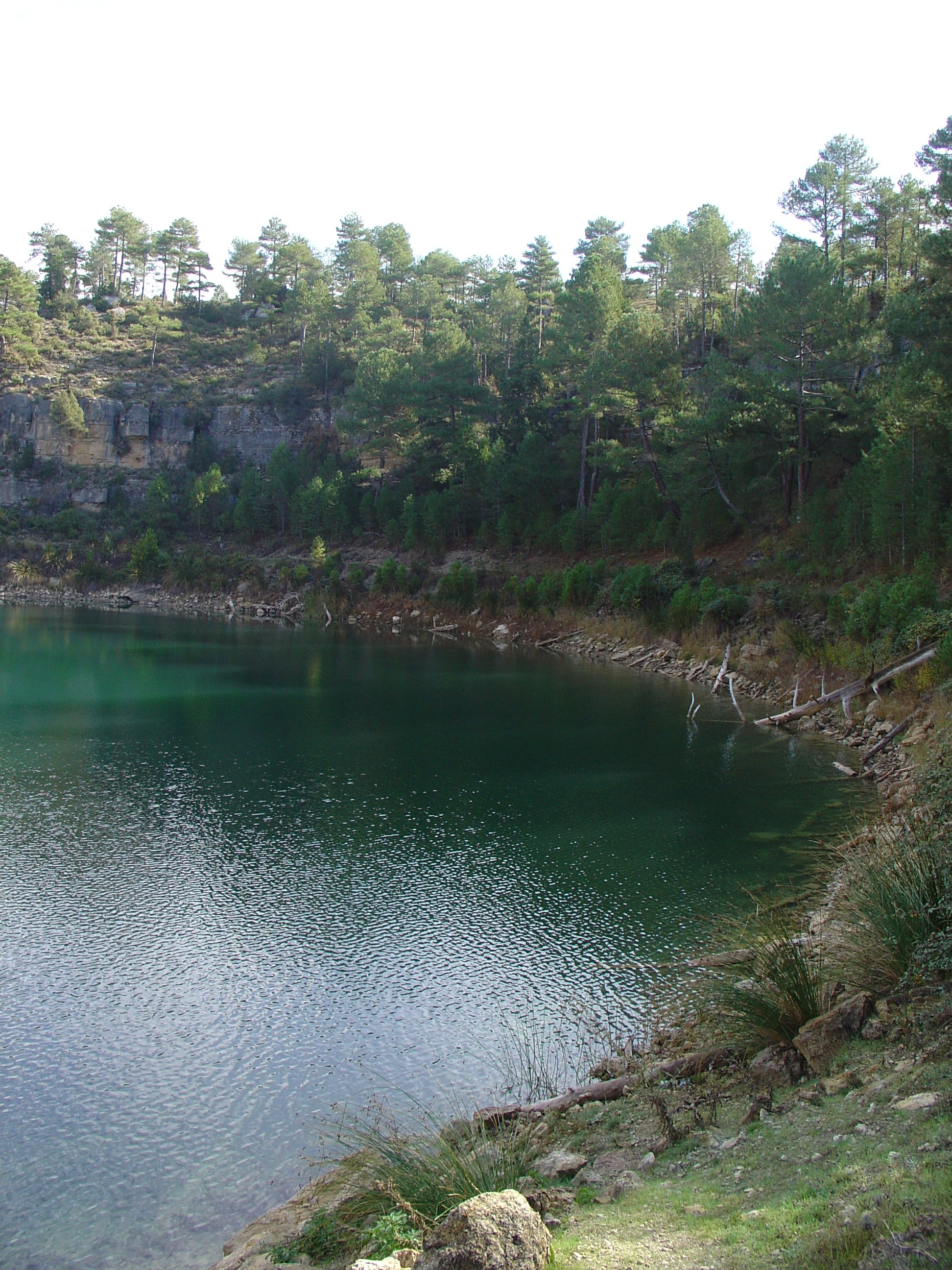
Torca de la Novia.

La serranía de Cuenca est une formation rocheuse située au nord-ouest de la province de Cuenca et au sud de celle de Teruel en Espagne.

## Caractéristiques
La serranía de Cuenca constitue une succession de reliefs abrupts et de formations géologiques particulières. Elle est  recouverte par des forêts, essentiellement de pin. 
Trois cours d'eau principaux la sillonnent : les rivières Cuervo et Escabas, affluents du fleuve Guadiela, un affluent du Tage, qui descend jusqu'à l'Atlantique, et le fleuve Júcar, qui descend jusqu'à la Méditerranée. La principale localité de la serranía de Cuenca est Beteta. 
Une partie de la zone centrale du massif a constitué de 1973 à 2007 une réserve de chasse, permettant  la conservation de la flore et de la faune. Depuis, la création du parc naturel de la Serranía de Cuenca prévoit la protection d'une aire de 89 200 hectares ; elle comprend la réserve de chasse initiale et deux zones d'extension, au Sud et au Nord.  
Au sud de l'actuelle réserve se trouvent les curiosités géologiques de Las Torcas : il s'agit d'effondrements naturels ayant conduit à la formation de lagunes colorées. On recense les torcas de Palancares, celles de Cañada del Hoyo et au sud du col du Rocho.  
Autour de la localité de La Cierva, une zone dénommée la Terre morte est essentiellement couverte de sabines. À proximité, la rivière Huécar taille dans la roche ses gorges spectaculaires. Au sud de la ville de Cuenca, en limite de cet espace naturel, le fleuve Júcar s'écoule dans une zone de méandres et de chutes présentant un intérêt, tant sur le plan paysager qu'au point de vue de la faune.

## La faune
La réserve nationale de chasse, établie en 1973, a permis la croissance importante des populations de chevreuils, de sangliers et de mouflons. 
La serranía héberge également des bouquetins.
Les vautours fauves et les rapaces abondent. Il existe de nombreuses espèces de papillons.
Les cours d'eau et les lagunes abritent des loutres, foulques, et diverses espèces d'anatidaes. On citera la retenue d'eau du Tobar et la lagune de Uña.

## Comarque
La comarque de la Serranía de Cuenca comprend les villages suivants: Albaladejo del Cuende, Alcalá de la Vega, Algarra, Barchín del Hoyo, Beteta, Buenache de la Sierra, Fresneda de Altarejos, Huélamo, Zarzuela, Cañizares, Fuertescusa, Palomera, Las Majadas, Valdemeca, Sotorribas, La Cierva, Portilla, Villalba de la Sierra, Valdemoro-Sierra, Vega del Codorno, Cañamares, Campillos-Sierra, Huerta del Marquesado, Villaconejos de Trabaque, Tejadillos, Poyatos, La Frontera, Arcos de la Sierra, Alcantud, Beamud, Campillos-Paravientos, Víllora et Tragacete.

## Gastronomie de la région
Les gachas serranas des environs de la serranía de Cuenca sont une variante des gachas manchegas, un plat ancestral de l'Espagne centrale. Elles sont préparées avec de la farine de gesse cultivée (Lathyrus sativus). Les gachas serranas sont réalisées en ajoutant des pommes de terre et des champignons pendant la cuisson. Il est de tradition de manger les gachas avec une cuillère directement de la poêle, encore très chaudes.

## Sources, notes et références
et tiré de l'article libre sur Enciclopedia Libre Universal en Español.
1. ↑  (es) Loi de la Communauté Autonome de Castilla-La Mancha 5/2007 du 08/03/2007, constituant le parc naturel de la Serranía de Cuenca
2. ↑  Gachas serranas